# Coppa Italia di Serie A2 2017-2018 (pallavolo femminile)
La Coppa Italia di Serie A2 2017-2018 si è svolta dal 24 gennaio al 18 febbraio 2018: al torneo hanno partecipato otto squadre di club italiane e la vittoria finale è andata per la prima volta all'Adolfo Consolini.

## Regolamento
Le squadre hanno disputato quarti di finale, semifinali e finale.

## Squadre partecipanti
| Squadra           | Qualificazione                          | Ultima partecipazione            |
| ----------------- | --------------------------------------- | -------------------------------- |
| Adolfo Consolini  | 4ª al girone di andata Serie A2 2017-18 | Debutto                          |
| Chieri '76        | 3ª al girone di andata Serie A2 2017-18 | Coppa Italia di Serie A2 2016-17 |
| Cuneo Granda      | 1ª al girone di andata Serie A2 2017-18 | Debutto                          |
| CUS Torino        | 8ª al girone di andata Serie A2 2017-18 | Debutto                          |
| Millenium Brescia | 6ª al girone di andata Serie A2 2017-18 | Debutto                          |
| Mondovì           | 2ª al girone di andata Serie A2 2017-18 | Debutto                          |
| Soverato          | 7ª al girone di andata Serie A2 2017-18 | Coppa Italia di Serie A2 2016-17 |
| Trentino Rosa     | 5ª al girone di andata Serie A2 2017-18 | Coppa Italia di Serie A2 2016-17 |

## Torneo

### Tabellone
|  | Quarti | Quarti            | Quarti |  |   | Semifinali       | Semifinali | Semifinali |  |   | Finale           | Finale  | Finale |
|  |        |                   |        |  |   |                  |            |            |  |   |                  |         |        |
|  | 4      | Adolfo Consolini  | 3      |  |   |                  |            |            |  |   |                  |         |        |
|  | 4      | Adolfo Consolini  | 3      |  |   |                  |            |            |  |   |                  |         |        |
|  | 5      | Trentino Rosa     | 0      |  |   |                  |            |            |  |   |                  |         |        |
|  | 5      | Trentino Rosa     | 0      |  | 4 | Adolfo Consolini | 3          |            |  |   |                  |         |        |
|  |        |                   |        |  | 4 | Adolfo Consolini | 3          |            |  |   |                  |         |        |
|  |        |                   |        |  |   | 8                | CUS Torino | 2          |  |   |                  |         |        |
|  | 1      | Cuneo Granda      | 2      |  |   | 8                | CUS Torino | 2          |  |   |                  |         |        |
|  | 1      | Cuneo Granda      | 2      |  |   |                  |            |            |  |   |                  |         |        |
|  | 8      | CUS Torino        | 3      |  |   |                  |            |            |  |   |                  |         |        |
|  | 8      | CUS Torino        | 3      |  |   |                  |            |            |  | 4 | Adolfo Consolini | 3       |        |
|  |        |                   |        |  |   |                  |            |            |  | 4 | Adolfo Consolini | 3       |        |
|  |        |                   |        |  |   |                  |            |            |  |   | 2                | Mondovì | 1      |
|  | 2      | Mondovì           | 3      |  |   |                  |            |            |  |   | 2                | Mondovì | 1      |
|  | 2      | Mondovì           | 3      |  |   |                  |            |            |  |   |                  |         |        |
|  | 7      | Soverato          | 0      |  |   |                  |            |            |  |   |                  |         |        |
|  | 7      | Soverato          | 0      |  | 2 | Mondovì          | 3          |            |  |   |                  |         |        |
|  |        |                   |        |  | 2 | Mondovì          | 3          |            |  |   |                  |         |        |
|  |        |                   |        |  |   | 3                | Chieri '76 | 2          |  |   |                  |         |        |
|  | 3      | Chieri '76        | 3      |  |   | 3                | Chieri '76 | 2          |  |   |                  |         |        |
|  | 3      | Chieri '76        | 3      |  |   |                  |            |            |  |   |                  |         |        |
|  | 6      | Millenium Brescia | 2      |  |   |                  |            |            |  |   |                  |         |        |
|  | 6      | Millenium Brescia | 2      |  |   |                  |            |            |  |   |                  |         |        |

### Risultati

#### Quarti di finale
| 24 gennaio 2018 Palasport Castagnaretta, Cuneo Durata: 2h:05 - Spettatori: ?            | Cuneo Granda     | 2 - 3 | CUS Torino        | 21-25, 23-25, 25-20, 25-17, 12-15 |
| 24 gennaio 2018 Palazzetto dello Sport, S. Giovanni in M. Durata: 1h:11 - Spettatori: ? | Adolfo Consolini | 3 - 0 | Trentino Rosa     | 25-20, 25-20, 25-12               |
| 24 gennaio 2018 PalaManera, Mondovì Durata: 1h:03 - Spettatori: ?                       | Mondovì          | 3 - 0 | Soverato          | 25-11, 25-18, 25-22               |
| 24 gennaio 2018 PalaMaddalene, Chieri Durata: 1h:56 - Spettatori: ?                     | Chieri '76       | 3 - 2 | Millenium Brescia | 20-25, 25-18, 21-25, 25-15, 17-15 |

#### Semifinali
| 7 febbraio 2018 Palazzetto dello Sport, S. Giovanni in M. Durata: 1h:57 - Spettatori: ? | Adolfo Consolini | 3 - 2 | CUS Torino | 23-25, 25-17, 25-21, 20-25, 16-14 |
| 7 febbraio 2018 PalaManera, Mondovì Durata: 2h:03 - Spettatori: ?                       | Mondovì          | 3 - 2 | Chieri '76 | 23-25, 25-20, 17-25, 25-13, 15-12 |

#### Finale
| 18 febbraio 2018 PalaDozza, Bologna Durata: 1h:55 - Spettatori: 5 700 | Adolfo Consolini | 3 - 1 | Mondovì | 25-23, 24-26, 27-25, 25-18 |